# Standish (Gloucestershire)
Standish – wieś w Anglii, w hrabstwie Gloucestershire, w dystrykcie Stroud. Leży 11 km na południe od miasta Gloucester i 153 km na zachód od Londynu.